# Massy (Sena Marítimo)
 Massy  es una población y comuna francesa, en la región de Alta Normandía, departamento de Sena Marítimo, en el distrito de Dieppe y cantón de Neufchâtel-en-Bray.

## Demografía
| 320 | 288 | 267 | 274 | 261 | 275 |
| Para los censos de 1962 a 1999 la población legal corresponde a la población sin duplicidades (Fuente: INSEE [Consultar]) |     |     |     |     |     |